# Wim Fockema Andreae
Willem Hendrik (Wim) Fockema Andreae (Alkmaar, 17 juni 1909 — Zutphen, 5 juni 1996) was een Nederlands advocaat, bankier, directeur en politicus voor de Volkspartij voor Vrijheid en Democratie (VVD).

## Levensloop
Wim Fockema Andreae werd geboren als zoon van de rechter Arnold Daniël Hermannus Fockema Andreae en Fenneken Kosters. Zijn vader was tevens vicepresident van het Gerechtshof te Arnhem; zijn oom was de burgemeester Joachimus Pieter Fockema Andreae. Na het behalen van het diploma gymnasium te Arnhem studeerde hij Nederlands recht aan de Universiteit Leiden. Hij begon zijn carrière als advocaat in Den Haag. Hij doorliep daarna een ambtelijke loopbaan. Van 1941 tot 1945 was hij directeur van het Centraal Bureau voor Rijn- en Binnenvaart. Van 1946 tot 1949 was Wim lid van de bankiersfirma R. Mees en Zoonen te Rotterdam. Fockema Andreae was van 1949 tot 1951 staatssecretaris in het kabinet-Drees-Van Schaik. Hij keerde na 1950 terug naar het bankwezen en vervulde nadien talrijke commissariaten in het bedrijfsleven.

## Ridderorden
- Ridder in de Orde van de Nederlandse Leeuw, 27 november 1950
- Commandeur in de Orde van Oranje-Nassau, 20 november 1974

## Onderscheidingen
- Bronzen Kruis, 21 juni 1949